# Новиця (Горлицький повіт)
Нови́ця (пол. Nowica) — село в Польщі, у гміні Устя-Горлицьке Горлицького повіту Малопольського воєводства. Населення — 120 осіб (2011). Історично належить до Лемківщини. Відоме як місце народження Б.-І. Антонича.

## Розташування
На сьогодні населення (близько 120 осіб) складається з лемків та поляків. Село розміщене за 20 км на південь від повітового центру, м. Горлиці, у долині серед Низьких Бескидів, над потоком Прислуп, що впадає в озеро Климківка. За декілька кілометрів від Новиці височіє Магура Маластовська (813 м).

## Історія
Перша згадка про поселення датується XVI ст. Село належало до маєтностей роду Гладишів. На початку ХХ ст. Новиця була знана як центр дрібного деревного промислу, зокрема тут виготовляли дитячі забавки. Місцева церква спочатку була дочірньою від парафії в Прислопі, а від 1791 року стало навпаки. Метричні книги провадились від 1784 року.
У 1914 р. за москвофільство 7 жителів села заарештовано і вислано до Талергофу.
До 1945 року в селі мешкали переважно лемки, зокрема, про це каже й статистика, що тоді з 780 осіб, русинів (українців) було 765 осіб, поляків — 5 осіб та євреїв — 10 осіб.
У 1945 р. більшість населення вивезена в СРСР. У 1947 році під час операції «Вісла» 255 українців-лемків депортовано на понімецькі землі. Після виселення лемків, попри переселення поляків, місцевість знелюдніла, а до складу села на правах присілка увійшло колишнє сусіднє село Присліп.
У 1975—1998 роках село належало до Новосондецького воєводства.

## Демографія
Демографічна структура станом на 31 березня 2011 року:
|          | Загалом | Допрацездатний вік | Працездатний вік | Постпрацездатний вік |
| -------- | ------- | ------------------ | ---------------- | -------------------- |
| Чоловіки | 58      | 10                 | 39               | 9                    |
| Жінки    | 62      | 13                 | 31               | 18                   |
| Разом    | 120     | 23                 | 70               | 27                   |

## Пам'ятки

### Монументи, пам'ятники

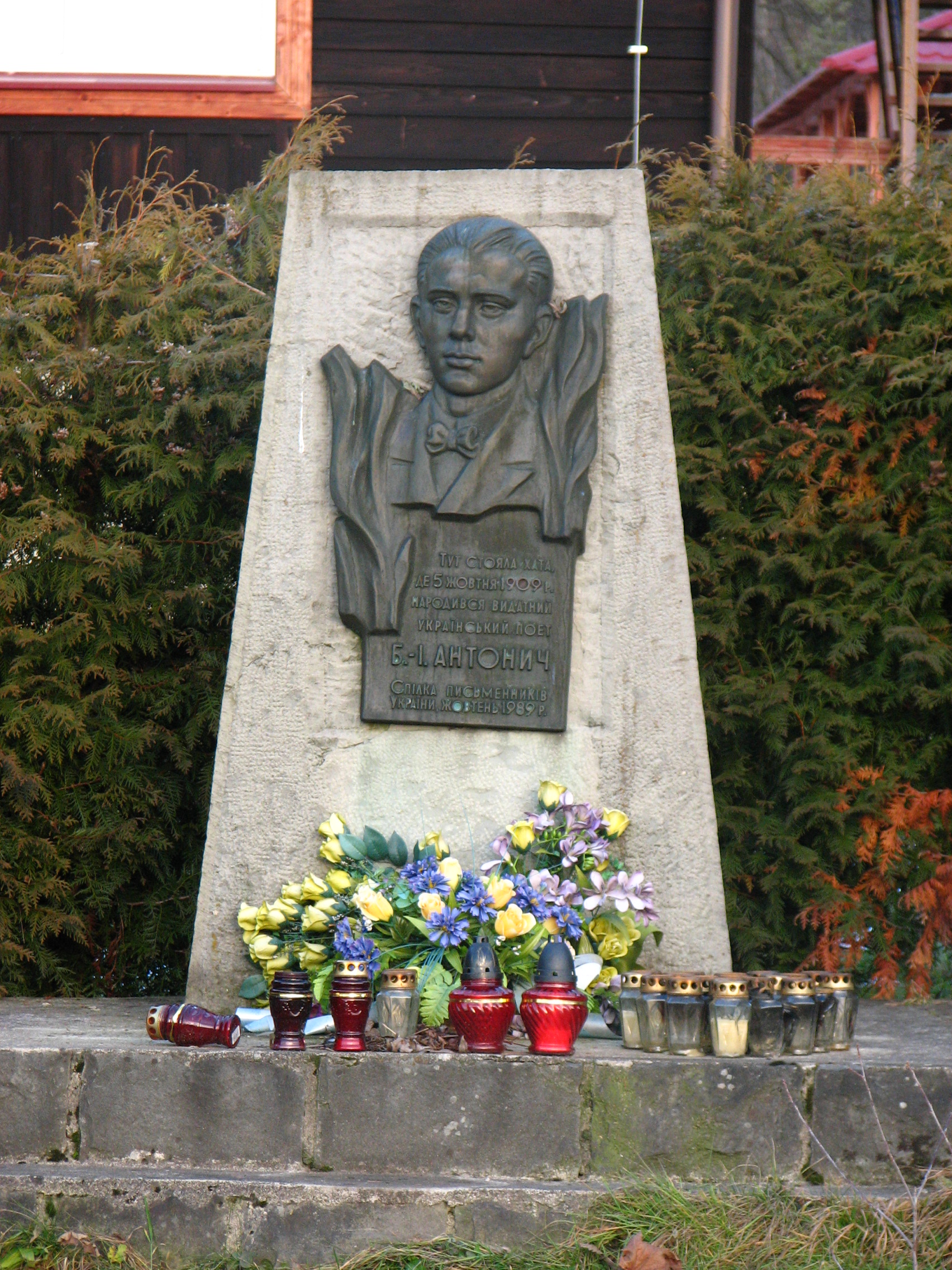
Пам'ятний знак Б.-І. Антоничу

Пам'ятний знак з меморіальною таблицею Богдану-Ігору Антоничу, встановлений та урочисто відкритий у 1989 році, за ініціативи голови Львівської спілки письменників Романа Лубківського.

### Сакральні споруди
- Греко-католицький храм св. Параскеви, збудований у 1843 році, має іконостас XVIII століття та розписаний поліхромними розписами 1927 року.
- Греко-католицька каплиця Вознесіння Діви Марії, збудований у 1889 році.

### Цвинтарі
- Військовий цвинтар № 58 з Першої світової війни поблизу верхівки Магури Маластовської.
- Військовий цвинтар № 59 з Першої світової війни на схилі Магури Маластовської.

## Відомі люди
У Новицях народився Богдан-Ігор Антонич — відомий український поет-романтик, поет-мислитель, прозаїк, перекладач, літературознавець, який збагатив українську літературу філософською лірикою, релігійними, космічними мотивами. Поезія Богдана-Ігоря Антонича відіграла важливу роль у розвитку українського літературного модернізму.